# Sebaea pentandra
Sebaea pentandra är en gentianaväxtart som beskrevs av Ernst Meyer. Sebaea pentandra ingår i släktet Sebaea och familjen gentianaväxter. Utöver nominatformen finns också underarten S. p. burchellii.